# Monts et Vallées Ouest Creuse
Monts et Vallées Ouest Creuse est une ancienne communauté de communes française située dans le département de la Creuse et la région Nouvelle-Aquitaine.
Issue de la fusion en 2017 des communautés de communes du Pays Dunois, du Pays Sostranien et de Bénévent-Grand-Bourg, elle a été dissoute le 31 décembre 2019 à la suite d'une décision du tribunal administratif.

## Historique
La communauté de communes Pays Dunois, Pays Sostranien, Bénévent/Grand-Bourg est créée à la suite du Schéma de coopération intercommunale (SDCI) prenant effet le 1er janvier 2017 car dans ce département, seule la Communauté d'agglomération du Grand Guéret dépassaient les 15 000 habitants imposés par la Loi NOTRe.
Les trois structures ont été réunies afin de constituer un ensemble cohérent au Nord-Ouest de Guéret en frontière des départements de l'Indre et de la Haute-Vienne. Ce regroupement s’appuie sur le périmètre du Pays Ouest Creuse qui existe depuis 2004 sur la base d’un bassin de vie et d'un bassin d’emplois avec un pôle structurant, La Souterraine.
L'arrêté fixant le périmètre est signé le 28 novembre 2016.
Elle prend officiellement le nom de « Monts et Vallées Ouest Creuse » par arrêté préfectoral du 25 juillet 2017.
À la suite d'une action en justice, elle a cessé d'exister au 31 décembre 2019 et redonné place aux 3 précédentes intercommunalités,.

## Territoire communautaire

### Géographie physique
Située au nord-ouest  du département de la Creuse, l'intercommunalité Monts et Vallées Ouest Creuse regroupait 43 communes et présentait une superficie de 1 002,2 km2.

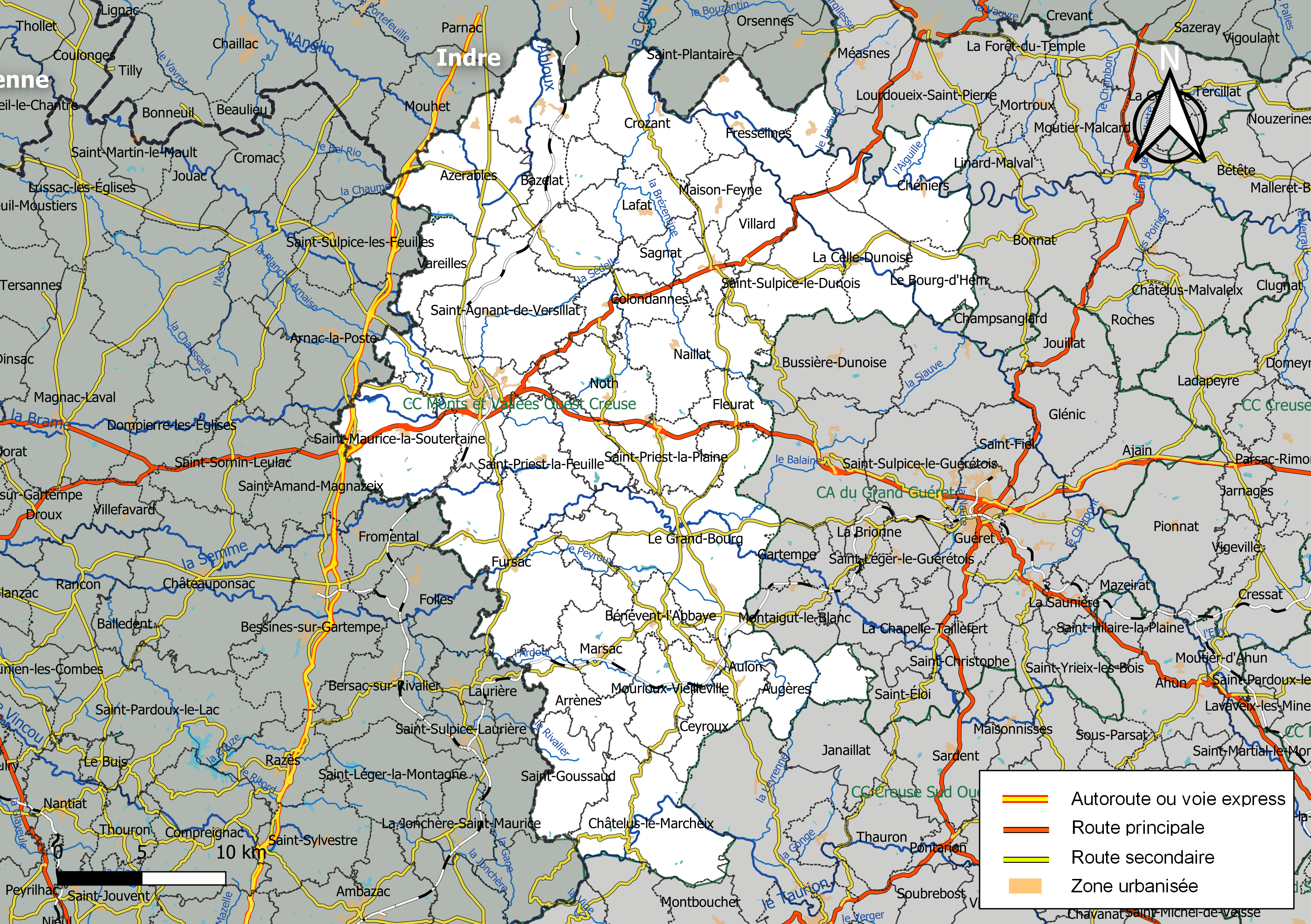
Carte de l'intercommunalité conts et Vallées Ouest Creuse au 1er janvier 2019.

### Composition

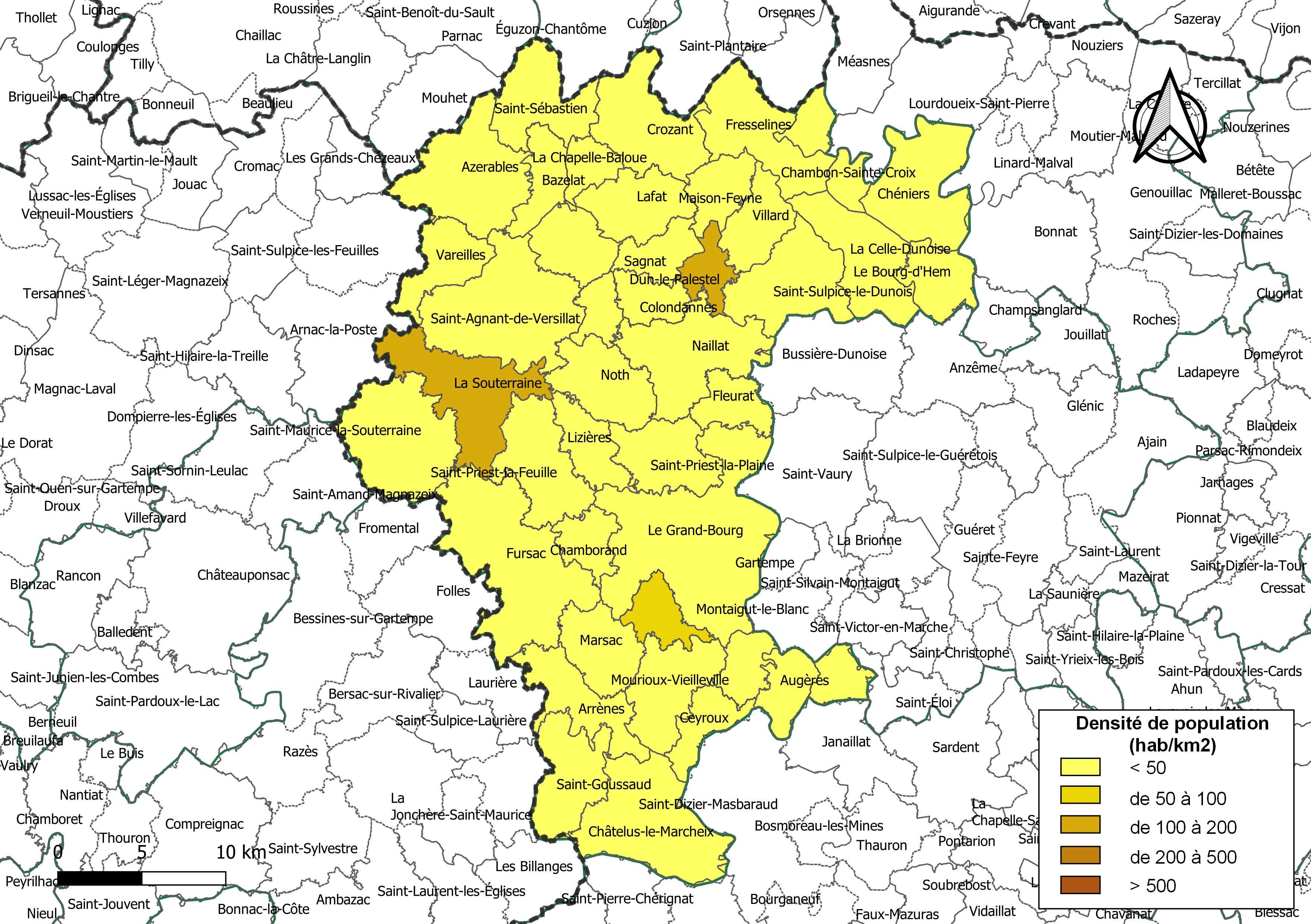
Carte des densités de population (millésimée 2016) des communes de l'intercommunalité Monts et Vallées Ouest Creuse. Composition en communes au 1er janvier 2019.

Elle était composée des 43 communes suivantes :

| Nom                          | Code Insee | Gentilé          | Superficie (km2) | Population (dernière pop. légale) | Densité (hab./km2) |
| ---------------------------- | ---------- | ---------------- | ---------------- | --------------------------------- | ------------------ |
| La Souterraine (siège)       | 23176      | Sostraniens      | 37,07            | 4 928 (2022)                      | 133                |
| Arrènes                      | 23006      | Arréniens        | 22,56            | 205 (2022)                        | 9,1                |
| Augères                      | 23010      | Augerois         | 12,43            | 117 (2022)                        | 9,4                |
| Aulon                        | 23011      | Aulonais         | 10,86            | 163 (2022)                        | 15                 |
| Azat-Châtenet                | 23014      | Azarais          | 9,51             | 116 (2022)                        | 12                 |
| Azerables                    | 23015      | Drabléziens      | 39,44            | 803 (2022)                        | 20                 |
| Bazelat                      | 23018      | Bazelatois       | 13,43            | 229 (2022)                        | 17                 |
| Bénévent-l'Abbaye            | 23021      | Bénéventins      | 11,56            | 767 (2022)                        | 66                 |
| Ceyroux                      | 23042      |                  | 12,13            | 125 (2022)                        | 10                 |
| Chambon-Sainte-Croix         | 23044      |                  | 6,66             | 86 (2022)                         | 13                 |
| Chamborand                   | 23047      | Chamborantais    | 11,18            | 243 (2022)                        | 22                 |
| Châtelus-le-Marcheix         | 23056      | Castelmarchois   | 43,2             | 310 (2022)                        | 7,2                |
| Chéniers                     | 23062      | Chénierois       | 34,9             | 560 (2022)                        | 16                 |
| Colondannes                  | 23065      | Colondannois     | 10,7             | 288 (2022)                        | 27                 |
| Crozant                      | 23070      | Crozantais       | 30,52            | 433 (2022)                        | 14                 |
| Dun-le-Palestel              | 23075      | Dunois           | 9,81             | 1 086 (2022)                      | 111                |
| Fleurat                      | 23082      | Fleuratois       | 12,3             | 307 (2022)                        | 25                 |
| Fresselines                  | 23087      | Fresselinois     | 30,78            | 501 (2022)                        | 16                 |
| Fursac                       | 23192      | Fursacois        | 59,03            | 1 433 (2022)                      | 24                 |
| La Celle-Dunoise             | 23039      |                  | 29,11            | 532 (2022)                        | 18                 |
| La Chapelle-Baloue           | 23050      | Chapellois       | 8,68             | 118 (2022)                        | 14                 |
| Lafat                        | 23103      | Lafatois         | 21,28            | 319 (2022)                        | 15                 |
| Le Bourg-d'Hem               | 23029      |                  | 15,39            | 233 (2022)                        | 15                 |
| Le Grand-Bourg               | 23095      | Grand-Bourgeois  | 78,91            | 1 182 (2022)                      | 15                 |
| Lizières                     | 23111      | Liziérois        | 14,67            | 236 (2022)                        | 16                 |
| Maison-Feyne                 | 23117      | Maison-Feynois   | 13,27            | 284 (2022)                        | 21                 |
| Marsac                       | 23124      | Marsacois        | 19,67            | 642 (2022)                        | 33                 |
| Mourioux-Vieilleville        | 23137      |                  | 25,2             | 523 (2022)                        | 21                 |
| Naillat                      | 23141      | Naillatois       | 36,23            | 667 (2022)                        | 18                 |
| Noth                         | 23143      | Nothois          | 22,89            | 495 (2022)                        | 22                 |
| Nouzerolles                  | 23147      | Nouzerollois     | 8,17             | 97 (2022)                         | 12                 |
| Sagnat                       | 23166      |                  | 11,81            | 195 (2022)                        | 17                 |
| Saint-Agnant-de-Versillat    | 23177      | Versillacois     | 50,46            | 1 059 (2022)                      | 21                 |
| Saint-Germain-Beaupré        | 23199      | Saint-Germanois  | 17,06            | 355 (2022)                        | 21                 |
| Saint-Goussaud               | 23200      | Gonsaldiens      | 24,3             | 160 (2022)                        | 6,6                |
| Saint-Léger-Bridereix        | 23207      | Briderois        | 8,1              | 165 (2022)                        | 20                 |
| Saint-Maurice-la-Souterraine | 23219      | Saint-Mauriciens | 39,72            | 1 126 (2022)                      | 28                 |
| Saint-Priest-la-Feuille      | 23235      | Baracats         | 27,44            | 721 (2022)                        | 26                 |
| Saint-Priest-la-Plaine       | 23236      |                  | 21,9             | 256 (2022)                        | 12                 |
| Saint-Sébastien              | 23239      | Sébastienous     | 24,98            | 629 (2022)                        | 25                 |
| Saint-Sulpice-le-Dunois      | 23244      | Sulpiciens       | 30,85            | 570 (2022)                        | 18                 |
| Vareilles                    | 23258      | Vareillois       | 17,68            | 322 (2022)                        | 18                 |
| Villard                      | 23263      | Villardans       | 16,37            | 381 (2022)                        | 23                 |

### Démographie
| 1968   | 1975   | 1982   | 1990   | 1999   | 2006   | 2011   | 2016   |
| ------ | ------ | ------ | ------ | ------ | ------ | ------ | ------ |
| 33 874 | 30 862 | 29 003 | 27 059 | 25 613 | 25 641 | 26 217 | 25 119 |

## Administration

### Siège
Le siège de la communauté de communes était situé à La Souterraine

### Conseil communautaire
Les 62 délégués étaient ainsi répartis selon le droit commun comme suit :
| Nombre de délégués | Communes                                                                                 |
| ------------------ | ---------------------------------------------------------------------------------------- |
| 12                 | La Souterraine                                                                           |
| 3                  | Saint-Maurice-la-Souterraine                                                             |
| 2                  | Le Grand-Bourg, Dun-le-Palestel, Saint-Agnant-de-Versillat, Azerables, Bénévent-l'Abbaye |
| 1                  | Les autres communes                                                                      |

### Liste des présidents
| Période         | Période          | Identité        | Étiquette | Qualité                          |
| --------------- | ---------------- | --------------- | --------- | -------------------------------- |
| 18 janvier 2017 | 31 décembre 2019 | Étienne Lejeune | PS        | premier adjoint à La Souterraine |

### Compétences
La communauté de communes adhère également à six syndicats mixtes
- Syndicat mixte pour la sauvegarde et la valorisation de la forteresse de Crozant
- Syndicat mixte de la Fôt
- EVOLIS 23
- Syndicat départementale des énergies de la Creuse
- Syndicat mixte ouvert Conservatoire départemental Émile Goué
- SMIPAC

### Régime fiscal et budget
Le régime fiscal de la communauté de communes est la fiscalité professionnelle unique (FPU).